# Ust-Vym
Ust-Vym (russisk: Усть-Вымь, tr. Ust-Vym; komi: Емдін, tr. Jemdin) er en landlig lokalitet (en selo) i Ust-Vymskij rajon i republikken Komi i Rusland, som ligger ved mundingen af Vym-floden, hvorfra den tager sin navn.
Landsbyen er især kendt for et gammelt kloster oprettet i 1380 af Stefan af Perm, lukket i 1764 men genåbnet i 1996.
Byen havde i 2002 844 indbyggere og i 2010 760 indbyggere.

## Historie
Ust-Vymis var oprindelig et hedensk helligt sted for tilbedelse. I 1380 ankom Stefan af Perm for at sprede kristendommen. Stefan ødelagde den hedenske helligdom, fældede den hellige birk og byggede på dens sted en kirke. I 1383 blev Stefan biskop over Perm stift, og Ust-Vym blev et blandt flere religiøse, politiske og økonomiske centre. I 1384 blev der bygget to kirker og klostre på stedet med en præsteskole for de lokale befolkninger. En fæstning blev bygget for at beskytte mod angreb fra omkringboende hedninge.
I slutningen af 13. og 14. århundrede var Ust-Vym et af de nordøstlige russiske centre. I det 16. århundrede blev dens betydning formindsket, og i 1564 blev bispesædet flyttet til Vologda. I årene med hungersnød fra 1630'erne og 1640'erne flyttede mange af landsbyboerne til Sibirien. I 1712 blev den første stenkirke bygget i landsbyen. I 1764 blev bispedømmet overdraget til staten, og klosteret blev nedlagt. I 1861 blev der oprettet en skole.
Frem til begyndelsen af det 20. århundrede ernærede indbyggerne sig fortrinsvis ved landbrug, husdyrhold og jagt. I årene 1918-1919 havde landsbyen et lærerseminar og i 1921-1923 og 1931-1954 et pædagogisk center. Den første kolkhoz blev grundlagt i 1929, og samme år blev Ust-Vyms skovindustricenter oprettet. Fra 1920'erne til 1943 var Ust-Vym hjemsted for områdets administration. Administrationscenteret blev derefter flyttet til Aikino.
I 1995 var der mindre end tusind indbyggere i landsbyen, hvoraf to tredjedele er indfødte og en tredjedel af russerne. Landsbyen har to fungerende kirker, et kulturcenter og et lokalt museum. Klosteret blev genåbnet i 1996.